# Lovington (Nowy Meksyk)
Lovington – miasto w Stanach Zjednoczonych, w stanie Nowy Meksyk, siedziba administracyjna hrabstwa Lea.